# コムクエスト
株式会社コムクエスト（英: COM.QUEST INC.）は、テレビ番組の企画制作、ビデオ、イベント企画を行う会社である。

## 概要
社名「COM.QUEST」とはCOM…コミュニケーション。QUEST…探求する。という意味

## 主な制作番組

### 現在
レギュラー番組
- サンデーブレイク（TOKYO MX）
- 林先生が驚く初耳学!（毎日放送）

### 過去
レギュラー番組
- 恋のから騒ぎ（日テレ）
- がっちりアカデミー!!（TBS）
- NEXT BREAK!!（TOKYO MX）
- 先端!ニューカマー（TOKYO MX）
- クイズ!先端tic（TOKYO MX）
- 美味紳助（テレビ朝日）
- 人生の正解TV〜これがテッパン!〜（フジテレビ）

特番
今でもすごい！懐かしの１００人すべて見せますＳＰ（フジテレビ）
- 1000人が挑む!集団サプライズSHOW（テレビ東京）
- 永遠の名曲歌謡祭（テレビ朝日）
- 超大ヒット人気番組ぜ〜んぶ見せます!スペシャル（テレビ朝日）
- クイズ!イマジニア (TBS)
- 決定!全国47都道府県超ランキングバトル!!出身県で性格診断!?ニッポン県民性発表SP（TBS）
- ハプニング名珍場面 日本全国プレミア映像スペシャル（TBS）
- 笑いの祭典 ゴールドステージ!!（日本テレビ）
- 恋愛脳℃（TBS）
- 奇跡の扉 TVのチカラ（テレビ朝日）
- 第3回ハプニング名珍場面 日本全国プレミア映像スペシャル（TBS）
- オールスター大集合!一発勝負で賞金ゲット!イライラゲームランド（フジテレビ）
- 第2回ハプニング名珍場面 日本全国プレミア映像スペシャル（TBS）
- 第1回ハプニング名珍場面 日本全国プレミア映像スペシャル（TBS）
- 世界ビックリ映像クイズ（テレビ朝日）
- 全国美人アナ緊急出動!テレビが伝えなかった裏事情（TBS）
- 全ては現場で起こった!全国美人アナ総出演二度と撮れない超A級スクープ映像大賞（TBS）
- ブラマヨ衝撃ファイル 世界のコワ〜イ女たち（TBS）

ドラマ・映画・Vシネマ・DVD
- バック・ストリート・ボーイズDVD
- KISS
- 君のせい （TBS）
- オムニバスドラマ 爆笑問題のおバカな人々（テレビ朝日)
- バッドガールズ（1998年10月）
- Streets Love 好き・すき・スキッ!（1997年4月）